# Ecnomus kakaduensis
Ecnomus kakaduensis is een schietmot uit de familie Ecnomidae. De soort komt voor in het Australaziatisch gebied.